# 北極角

箭頭所指為北極角

81°13′N 95°15′E / 81.217°N 95.250°E
北極角（俄语：Мыс Арктический）是位於北冰洋上北地群島最北的一個島嶼、共青團島上的最北點，是許多北極探險旅程的起點之一。在斯大林執政時期稱為莫托洛夫角。